# 民事互助契約
法国民事互助契约（法語：Pacte civil de solidarité；法语缩写：。中文又译：“紧密关系民事协议”、“民事连带契约”等）是法国除婚姻之外的另一种民事结合方式。不管异性还是同性，均可使用民事互助契约进行结合。
民事互助契约賦予双方大部分傳統家庭所享受的權利。
1999年法國認可同性通过民事互助契约登記結合。从此直到2013年5月18日法国同性婚姻合法化之前，民事互助契约都是法国同性结合登記的唯一方式。